# Wahlbezirk Böhmen 125
Der Wahlbezirk Böhmen 125 war ein Wahlkreis für die Wahlen zum Abgeordnetenhaus im österreichischen Kronland Böhmen. Der Wahlbezirk wurde 1907 mit der Einführung der Reichsratswahlordnung geschaffen und bestand bis zum Zusammenbruch der Habsburgermonarchie.

## Geschichte
Nachdem der Reichsrat im Herbst 1906 das allgemeine, gleiche, geheime und direkte Männerwahlrecht beschlossen hatte, wurde mit 26. Jänner 1907 die große Wahlrechtsreform durch Sanktionierung von Kaiser Franz Joseph I. gültig. Mit der neuen Reichsratswahlordnung schuf man insgesamt 516 Wahlbezirke mit je einem zu wählenden Abgeordneten, die durch Direktwahl mit allfälliger Stichwahl bestimmt wurden. Der Wahlkreis Böhmen 125 umfasste die Gerichtsbezirke Oberplan und Hohenfurth sowie die Gemeinden Großdrossen, Höritz, Hoschlowitz, Kirchschlag, Kladen, Lobiesching, Maltschitz, Lagau, Pohlen, Priethal, Sahorsch, Schöbersdorf, Teutschmannsdorf Tritesch, Tweras, Wettern, Zippendorf (alle Gerichtsbezirk Krumau), der Gerichtsbezirk Kaplitz ohne die Ortsgemeinden Dluhe, Großporeschin, Oemau und aus dem Gerichtsbezirk Budweis die Ortsgemeinden Böhmisch Fellern, Brod, Dubiken, Gauendorf, Hackelhöf, Hodowitz, Hummeln, Leitnowitz, Gutwasser, Ruden, Rudolfstadt, Strodenitz. Ausgenommen waren jedoch die Stadt Hohenfurth (Wahlbezirk Böhmen 94). Aus der Reichsratswahl 1907 ging der Deutsche Agrarier Gregor Kletzenbauer als Sieger hervor. Kletzenbauer konnte sein Mandat auch bei der Reichsratswahl 1911 erfolgreich verteidigen.

## Wahlergebnisse

### Reichsratswahl 1907
Die Reichsratswahl 1907 wurde am 14. Mai 1907 (erster Wahlgang) sowie am 23. Mai 1907 (Stichwahl) durchgeführt.

#### Erster Wahlgang
| Kandidat                                                                       | Partei                             | Wahlkreis- stimmen | Stimmanteil |
| ------------------------------------------------------------------------------ | ---------------------------------- | ------------------ | ----------- |
| Georg Kletzenbauer                                                             | Deutsche Agrarpartei               | 4365               | 39,9 %      |
| Karl Gürlich                                                                   | Sozialdemokratische Arbeiterpartei | 2860               | 26,1 %      |
| Johann Weiß                                                                    | Deutsche Agrarpartei               | 2150               | 19,6 %      |
| Karl Leimbigler                                                                | Deutsche Fortschrittspartei        | 775                | 7,1 %       |
| Wilhelm Bollauf                                                                | Alldeutsche Vereinigung            | 639                | 5,8 %       |
| Karel Skála                                                                    | Tschechischer Zählkandidat         | 114                | 1,0 %       |
|                                                                                | Sonstige Parteien                  | 48                 | 0,4 %       |
| Wahlberechtigte: 13.855, Ungültige/Leere Stimmen: 139, Wahlbeteiligung: 80,0 % |                                    |                    |             |

#### Stichwahl
| Kandidat                                                                       | Partei                             | Wahlkreis- stimmen | Stimmanteil |
| ------------------------------------------------------------------------------ | ---------------------------------- | ------------------ | ----------- |
| Georg Kletzenbauer                                                             | Deutsche Agrarpartei               | 6447               | 68,6 %      |
| Karl Gürlich                                                                   | Sozialdemokratische Arbeiterpartei | 2953               | 31,4 %      |
| Wahlberechtigte: 13.855, Ungültige/Leere Stimmen: 143, Wahlbeteiligung: 68,9 % |                                    |                    |             |

### Reichsratswahl 1911
Die Reichsratswahl 1911 wurde am 13. Juni 1911 sowie am 20. Juni 1911 (Stichwahl) durchgeführt.

#### Erster Wahlgang
| Kandidat                                                                       | Partei                     | Wahlkreis- stimmen | Stimmanteil |
| ------------------------------------------------------------------------------ | -------------------------- | ------------------ | ----------- |
| Georg Kletzenbauer                                                             | Deutsche Agrarpartei       | 3506               | 40,3 %      |
| August Mattl                                                                   | Sozialdemokratische Partei | 2742               | 31,5 %      |
| Adolf Wolf                                                                     | Deutsche Agrarpartei       | 2365               | 27,2 %      |
|                                                                                | Sonstige Parteien          | 81                 | 0,9 %       |
| Wahlberechtigte: 13.832, Ungültige/Leere Stimmen: 161, Wahlbeteiligung: 64,0 % |                            |                    |             |

#### Stichwahl
| Kandidat                                                                       | Partei                             | Wahlkreis- stimmen | Stimmanteil |
| ------------------------------------------------------------------------------ | ---------------------------------- | ------------------ | ----------- |
| Georg Kletzenbauer                                                             | Deutsche Agrarpartei               | 4927               | 59,6 %      |
| August Mattl                                                                   | Sozialdemokratische Arbeiterpartei | 3347               | 40,5 %      |
| Wahlberechtigte: 13.832, Ungültige/Leere Stimmen: 156, Wahlbeteiligung: 60,9 % |                                    |                    |             |